# Chapelle des Lardières
La chapelle des Lardières est une chapelle située sur la commune de Clermont-de-l'Oise, dans le département de l'Oise, dans la région Hauts-de-France, en France. Datant du XVIIe siècle, l'édifice est en bordure de la rue Pierre Viénot. Elle est aussi connue sous le nom de Chapelle de Béthencourtel, nom du quartier, Chapelle du Tilleul ou encore autrefois de l'Abbé Hucher, le nom de son fondateur. De plan rectangulaire, surmontée d'un clocheton, elle abrite les pierres tombales de Louis Havart de Popincourt et son épouse.

## Localisation
La chapelle des Lardières est située au sud-ouest de la ville, dans l'ancien hameau de Béthancourtel, devenu quartier de Clermont. Elle se situe également à l'angle de la rue Pierre Viénot et de la rue de Béthancourtel.

## Histoire

### L'ancienne chapelle
Autrefois se trouvait la chapelle Saint Martin ce même emplacement datant du XVIe siècle, on trouvait également une source en contrebas sur une gravure du XVIIe siècle. La chapelle était de style gothique flamboyant.

### La construction
En 1651, l'Abbé Hucher, prieur de Breuil-le-Vert et seigneur de Béthancourtel décida la démolition de la chapelle Saint-Martin pour en reconstruire une nouvelle. Pour cela, il se mit en rapport avec quatre maçons du pays : Gabriel et Vincent Baleine (référence ruelle Baleine à 200 m de là), Jean et François Bollé. Il leur communiqua son projet avec des intentions bien précises. Le sous-sol devait être voûté, le sanctuaire devait être éclairé de deux fenêtres; l'une au pignon, l'autre du côté de Béthancourtel. Le projet comportait également « une huisserie et une niche au-dessus d'icelle... ». Le tout devait être construit en pierre de taille, pierre typique de la région, puisque la carrière se situait à la sortie de Clermont vers Mouy, soit à 700 m de là. La chapelle donc située sur la route de Mouy, était bien placée. Les matériaux, pierres et chaux, seraient fournis par le commanditaire. Les travaux ne trainèrent pas, et la chapelle était reconstruite, caveau compris, au cours de la même année

### Les temps modernes
Dédiée à Saint-André, elle relevait de la commune d'agnetz jusqu'en 1835 mais le hameau était en grande partie de la commune de Breuil-le-Vert. Tous les mardis, le vicaire d'Agnetz venait y dire la messe, jusqu'en 1792, à la Révolution française. Elle était abritée par un tilleul jusqu'en 1990 que les habitants du quartier surnommait en picard "Eul' grot' arbe eud' tincorti".
Aujourd'hui, la chapelle ne fait plus d'office et n'est jamais ouverte à part aux journées du patrimoine au mois de septembre.

## Description et Architecture

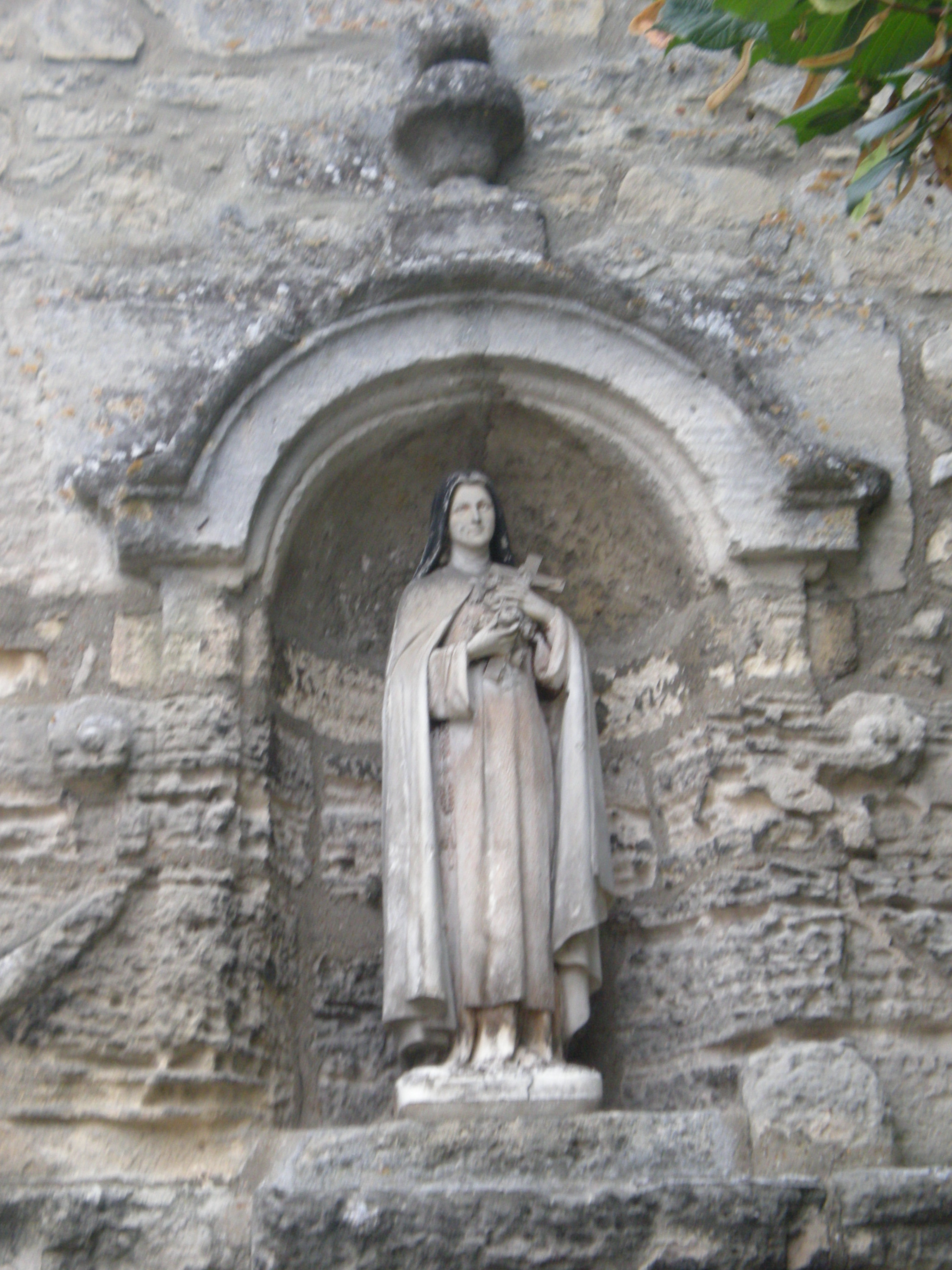
Statue de Sainte Thérèse

### Extérieur
Petit, et fort simple, cet édifice est tout à fait ordinaire. Notons à l'extérieur la porte encadrée de bossages surmontée d'une niche contenant une statue de Sainte-Thérèse à l'Enfant Jésus, encadrées de consoles. Sur le tout, un petit clocheton surplombe le pignon. Au début du XXe siècle, la première cloche avait été confiée à la famille Morgan, dans leur château de Béthancourtel. Celle que l'on voit actuellement provient de la propriété Gervais, bombardée en 1944; elle a remplacé l'ancienne, disparue depuis longtemps.

### Intérieur
À l'intérieur, un autel relativement moderne s'appuie sur un fond de boiseries rocaille. Sur le sol, une pierre tumulaire de Louis Havart de Popincourt, inhumé d'abord dans le chœur de l'Église Saint-Léger d'Agnetz, et dont les cendres furent rapportées en 1749 auprès de son épouse Catherine Lefèvre, décédée le 31 mars 1746. Deux tableaux représentent leur portrait. Une épitaphe en marbre noir, œuvre du marbrier Billon, de Senlis, est scellée sur le mur. Elle perpétue le souvenir de M.Louis Havart de Popincourt, "écuyer", seigneur de Béthencourtel, Péteil, Agnetz et autres lieux, maître des eaux et forêts de Clermont, décédé le 24 septembre 1724, à l'âge de 65 ans.

## Galerie

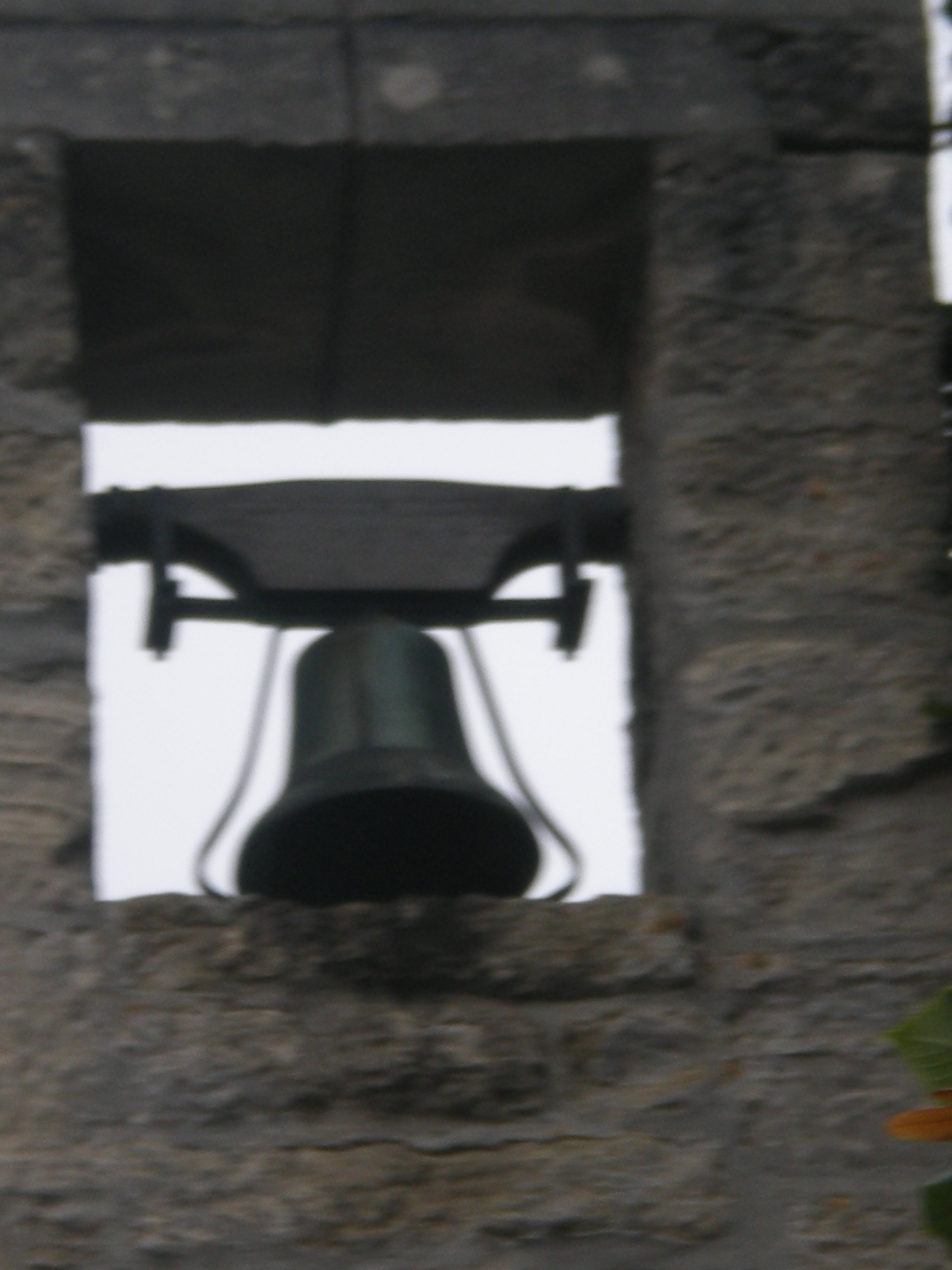
La cloche du clocheton qui servait à appeler les ouvriers au travail à l'usine Charles Gervais bombardée en 1944
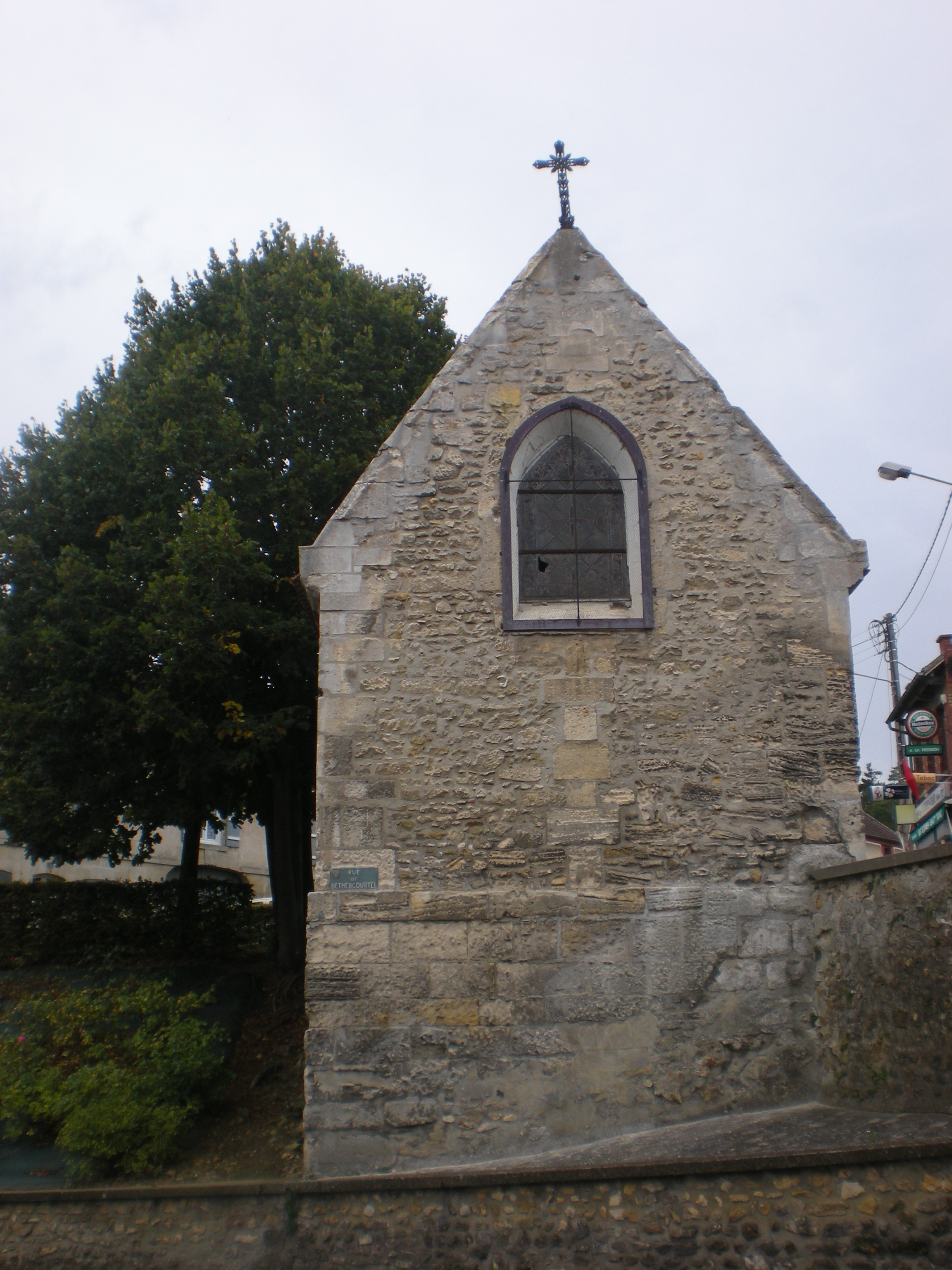
La chapelle vue de la rue de béthancourtel
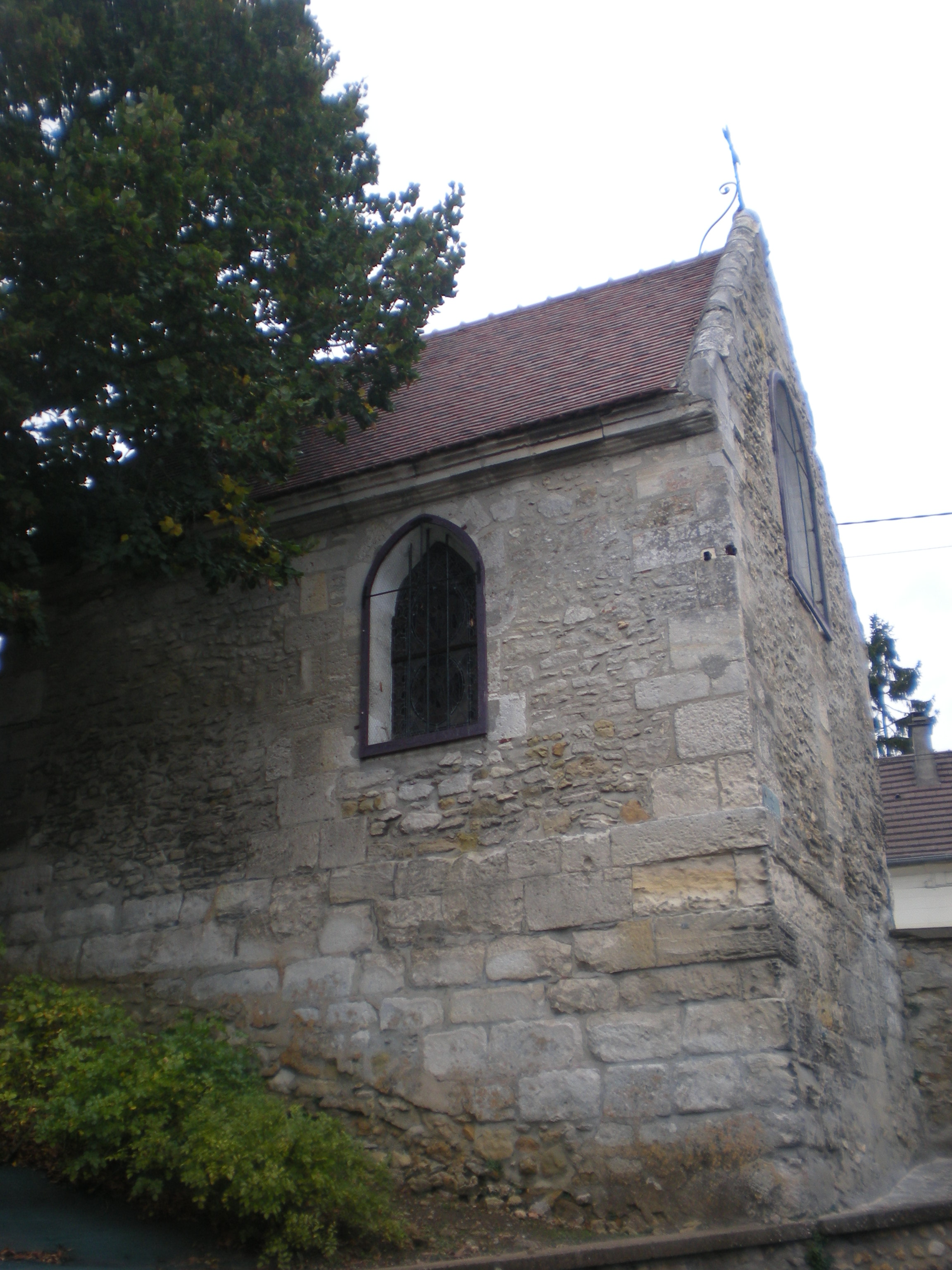
La chapelle vue du sud